# Cinema 4D
Cinema 4D es un software de creación de gráficos y animación 3D desarrollado originariamente para Commodore Amiga por la compañía alemana Maxon, y portado posteriormente a plataformas Windows y Macintosh.

## Descripción General
A partir de R21, solo hay disponible una versión de Cinema 4D. Reemplaza todas las variantes anteriores, incluido BodyPaint 3D, e incluye todas las funciones de la versión anterior 'Studio' variante. Con R21, todos los binarios se unificaron. No existe diferencia técnica entre las versiones comercial, educativa o de demostración. La diferencia ahora está sólo en la concesión de licencias. En 2014 se lanzó Cinema 4D Lite, que venía incluido con Adobe After Effects Creative Cloud 2014. "Lite" actúa como una versión introductoria, con muchas características retenidas. Esto es parte de una asociación entre las dos compañías, donde un complemento producido por Maxon, llamado Cineware, permite que cualquier variante cree un flujo de trabajo perfecto con After Effects. El modelo "Lite" La variante depende de After Effects CC, necesita que se ejecute esta última aplicación para iniciarse y solo se vende como un componente del paquete incluido con AE CS a través de Adobe.
Inicialmente, Cinema 4D se desarrolló para computadoras Amiga a principios de la década de 1990, y las tres primeras versiones del programa estaban disponibles exclusivamente para esas computadoras. plataforma. Con la v4, sin embargo, Maxon comenzó a desarrollar la aplicación para Windows y Macintosh también ordenadores, citando el deseo de llegar a un público más amplio y la creciente inestabilidad del mercado Amiga tras la quiebra de Commodore. También fue lanzado para BeOS.
En Linux, Cinema 4D está disponible como una versión de renderizado por línea de comandos.

## Características

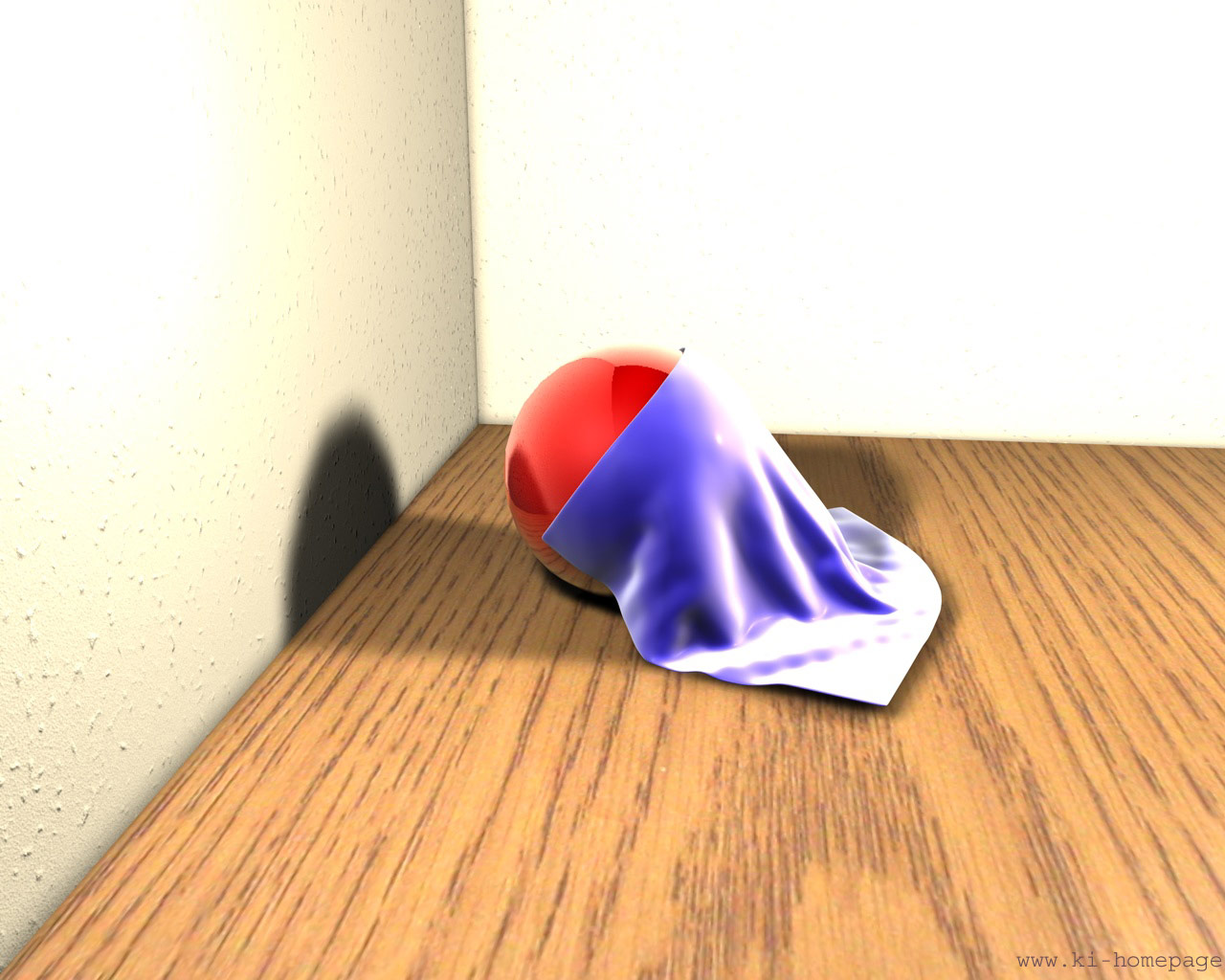
Una imagen hecha en el programa.

Permite modelado (primitivas, splines, polígonos), texturización y animación. Sus principales virtudes son una muy alta velocidad de renderización, una interfaz altamente personalizable y flexible, y una curva de aprendizaje (comparado con otros programas profesionales de prestaciones similares) muy vertical; en poco tiempo se aprende mucho.
Una de las características más destacadas de Cinema 4D es la modularidad.

## Módulos y variantes anteriores
Del R12 al R20, Cinema 4D estaba disponible en cuatro variantes. Un núcleo Cinema 4D 'Prime' aplicación, una 'Transmisión' versión con funciones adicionales de gráficos en movimiento, 'Visualizar' que agrega funciones para diseño arquitectónico y 'Estudio' que incluye todos los módulos.
Desde la versión 8 hasta la versión 11.5, Cinema 4D tenía un enfoque modular para la aplicación, con la capacidad de ampliar la aplicación principal con varios módulos. Esto terminó con la versión 12, aunque la funcionalidad de estos módulos permanece en las diferentes versiones de Cinema 4D (Prime, Broadcast, Visualize, Studio).
Los módulos antiguos eran:
- Renderizado avanzado (iluminación global/HDRI, < /span> y simulación de cielo)oclusión ambiental, cáusticas.
- BodyPaint 3D (pintura directa sobre mallas UVW; ahora incluida en el núcleo. En esencia, Cinema 4D Core/Prime y los productos BodyPaint 3D son idénticos. La única diferencia entre los dos es la pantalla de presentación que se muestra al inicio y la interfaz de usuario predeterminada.).
- Dinámica (para simular dinámica de cuerpo blando y dinámica de cuerpo rígido).
- Cabello (simula cabello, pelaje, pasto, etc.).
- MOCCA (animación de personajes y simulación de tela).
- MoGraph (Motion Graphics conjunto de herramientas de animación y modelado de procedimientos).
- NET Render (para renderizar animaciones a través de una red TCP/IP en granjas de renderizado
- PyroCluster (simulación de efectos de humo y fuego).
- Prime (la aplicación principal).
- Transmisión (agrega MoGraph2).
- Visualizar (agrega recorrido virtual, renderizado avanzado, cielo, boceto y dibujos animados, intercambio de datos, coincidencia de cámaras).
- Estudio (el paquete completo).

## Requisitos: Cinema 4D 2023

### Windows
- Windows 10 versión 1809 o superior, o Windows 11.
- CPU Intel de 64 Bits o CPU AMD de 64 Bits con soporte AVX.
- Mínimo: GPU NVIDIA Maxwell, AMD Polaris (AMD GCN 4), Intel Kaby Lake o posterior compatible con DirectX 12 con nivel de función 11.0.
- Memoria 8 GB. Recomendación: 16 GB.
- Controlador mínimo de GPU: NVIDIA 461.40, AMD 21.3.2, Intel 27.20.100.9168.

### MacOS
- MacOS 10.15.7 o superior.
- Apple Macintosh basado en Intel con soporte AVX o Apple M1.
- Memoria 4 GB. Recomendación: 8 GB.
- Metal: macOS GPUFamily1 v3 o superior (ver acerca de este Mac → Informe del sistema → Gráficos/Pantallas).
- GPU: Solo hardware oficial compatible con Apple (conjunto de funciones macOS GPUFamily1 v3+).
- e-GPU: Solo hardware oficial compatible (consulte https://support.apple.com/en-us/HT208544).

Representación de línea de comandos de Linux
- CentOS 7 (64 Bits).

- Ubuntu 18.04 LTS (64 Bits).

## Requisitos: Cinema 4D 2024
Windows
- Windows 10 versión 20H2 o superior, o Windows 11.
- CPU Intel de 64 Bits o CPU AMD de 64 Bits con soporte AVX2.
- Memoria 16 GB. Recomendación: 24 GB o superior.
- Mínimo: GPU NVIDIA Maxwell, AMD Polaris (AMD GCN 4), Intel Kaby Lake o posterior compatible con DirectX 12 con nivel de función 11.0.
- Controlador mínimo de GPU: NVIDIA 461.40, AMD 21.3.2, Intel 27.20.100.9168.

MacOS
- MacOS 11.7.7+ (Big Sur), 12.6+ (Monterey) or 13.3+ (Ventura).
- Apple Macintosh basado en Intel con soporte SSE4.2 o Mac con tecnología Apple M1/M2.
- Memoria 16 GB. Recomendación: 24 GB o superior.
- Metal: v2 (Mac2) o superior o Apple 7 (M1) o superior (ver acerca de este Mac → Informe del sistema → Gráficos/Pantallas).
- GPU: solo hardware oficial compatible con Apple (con Metal v2 o superior).
- e-GPU: solo hardware oficial compatible (consulte https://support.apple.com/en-us/HT208544).

Representación de línea de comandos de Linux
- Distribución de Linux de 64 Bits con glibc 2.17 o posterior.
- Se requiere conexión en línea para obtener licencias y acceder al contenido en línea.

### Renders Externos
Estos motores de renderizado, sirven de apoyo para lograr una imagen acorde a los intereses del artista 3d.
- Redshift.
- Octane.
- V-Ray.
- Corona Render

## Historial de versiones
| 1990 | - Christian y Philip Losch inscriben su ray-tracer en el concurso de programación mensual de la revista Kickstart y ganan el concurso. |
| 1991 | - FastRay (el nombre de pila de Cinema 4D) se lanza para Amiga. |
| 1993 | - Cinema 4D V1 se lanza para Amiga. |
| 1994 | - Lanzamiento de Cinema 4D V1.5 y V2 para Amiga. |
| 1995 | - Lanzamiento de Cinema 4D V2.1 y V3.0 para Amiga. - Hay planes para migrar Cinema 4D a la plataforma de PC. - El nuevo equipo de programadores comienza a desarrollar una arquitectura completamente nueva, independiente del sistema operativo. |
| 1996 | - Se lanza Cinema 4D V4 para Windows, Alpha NT, Macintosh y Amiga. - Está disponible la primera versión multiprocesador de Cinema 4D. |
| 1997 | - Se inicia el desarrollo de una versión a nivel de producción integrando las últimas tecnologías. - Se lanza la última versión de Cinema 4D para Amiga, V4.2. - Se lanza la primera versión digna de producción: Cinema 4D XL V5. |
| 1998 | - Se lanza Cinema 4D SE V5. |
| 1999 | - Se presentan Cinema 4D GO V5 y Cinema 4D NET. |
| 2000 | - Se lanza Cinema 4D XL V6. - BodyPaint 3D está disponible como una versión integrada para Cinema 4D y como una versión independiente para otros paquetes 3D. |
| 2001 | - Se presenta Cinema 4D ART. - Se presentan los módulos PyroCluster y Dinámica. - Cinema 4D XL R7 se envía a todo el mundo. - MAXON integra el shader set Huele a almendras de bhodiNUT. |
| 2002 | - Cinema 4D R8 se lanza con un sistema modular. Los nuevos módulos son Representación avanzada, PyroCluster, < a i=5>MOCCA y Partículas pensantes. |
| 2003 | - Se lanza Cinema 4D R8.5. - BodyPaint 3D Se presenta R2. - Se presenta el módulo Sketch and Toon. |
| 2004 | - Se lanza Cinema 4D R9. |
| 2005 | - Se lanza Cinema 4D R9.5. - Se presenta el módulo HAIR. |
| 2006 | - Se lanza Cinema 4D R9.6. - Se presenta el módulo MoGraph. - Se lanza Cinema 4D R10 con BodyPaint 3D integrado. |
| 2007 | - Cinema 4D se convierte en la primera aplicación de gráficos 3D profesional lanzada como binario universal para los nuevos Mac con tecnología Intel de Apple (incluso antes de que se lancen las versiones Apple Universal Binary de su propio software). - La actualización de servicio R10.1 se lanza en marzo, en respuesta a los comentarios sobre errores proporcionados a Maxon por usuarios y evaluadores. - Se lanzó la actualización de servicio R10.111 para solucionar varios problemas informados, como la estabilidad. - Se lanza Cinema 4D R10.5 y presenta actualizaciones de MOCCA y MoGraph, así como una optimización del módulo HAIR. |
| 2008 | - Lanzamiento de Cinema 4D R11. - Cinema 4D admite la arquitectura de 64 bits en Apple G5 y Mac con tecnología Intel. - Una nueva implementación de Iluminación global (incluida en el módulo Renderizado avanzado) ofrece una calidad superior a la de la versión anterior y un soporte de animación mucho mejor. - La animación no lineal ha sido completamente reelaborada. - El soporte de Renderman (CINEMAN) ahora está incluido en AR. |
| 2009 | - Lanzamiento de Cinema 4D R11.5. - Presenta MoGraph 2 (que incluye MoDynamics [usa Bullet Engine], PolyFX y MoSplines) - El renderizado de depósitos reduce los tiempos de renderizado y gestiona la creación de instancias de clones y la gestión de la memoria de forma mucho más eficiente. Los métodos Anti-Aliasing para elegir son Scanline, Ray-Tracing e Hybrid (que utiliza ambos para optimizar mejor la calidad frente a la velocidad). También se mejoró enormemente la eficiencia y la velocidad del desplazamiento de subpolígonos y las sombras de área mediante el uso de subprocesos múltiples. - Un visor de imágenes mejorado que permitirá un historial de renderizados, vistas previas de RAM y deslizamiento A/B. Además, gestiona el filtrado posterior y las capas de pasadas múltiples. - Compatibilidad total con 3D para Apple Motion y compatibilidad mejorada con Adobe After Effects. Además, exporta clones y XRefs a Motion y After Effects, así como la capacidad de incorporar sólidos para mapear video en superficies 3D. También puede exportar varias cámaras a la vez. - Totalmente compatible con Mac OS X Snow Leopard (10.6) y Windows 7. - Ahora se admite QuickTime para Windows (64 bits). - Intercambio de archivos para FBX 2010.0 - Otras características nuevas incluyen un nuevo Camera Shader que asignará cualquier vista de cámara a cualquier superficie, efectos MoGraph mejorados y otras mejoras y refinamientos generales. |
| 2010 | - Lanzamiento de Cinema 4D R12. - Se ha mejorado la dinámica (motor de física complejo) - El menú ha sido limpiado. - Muchas mejoras menores como Shaders y Materiales. - Flujo de trabajo lineal introducido con visualización correcta en OGL. - Se introduce el cálculo de doble precisión y unidades verdaderas. - Soporte para luces IES e iluminación físicamente correcta. - Integración de Python - Soporte de OpenGL 3 - Soporte para CPU PPC |
| 2011 | - Lanzamiento de Cinema 4D R13. - Nuevo motor de renderizado físico (más fotorrealista: cámara física con ISO, f-stop y velocidad o ángulo de obturación, profundidad de campo real, desenfoque de movimiento real, distorsión de lente, viñeteado y aberración cromática). - Estereoscopia. Nueva Cámara Estereoscópica y Renderizado con visualización en tiempo real. Admite el modo Anaglifo, Lado a lado, Entrelazado o Obturador activo para monitores, proyectores y gafas 3D. - Nuevas herramientas de personajes, que permiten al usuario configurar equipos complejos de forma rápida y sencilla. Editor de ciclos de caminata CMotion; Componentes de personajes para que los TD definan jerarquías de equipos, y nuevos Muscle Object & MSkin Deformer. - Refinamientos de animación. Orden de rotación y eje de rotación del cardán para detectar y corregir el bloqueo del cardán. Mejores marcadores de línea de tiempo. Curvas F ajustadas con precisión. Rutas de animación coloreadas. - Flujo de trabajo de modelado optimizado. (Clonación y extrusiones mejoradas; Herramientas de selección avanzadas; nuevo algoritmo de ponderación HyperNURBS optimizado para una topología más limpia y pliegues más nítidos pero suaves; Cambio de eje; Ajuste automático; Ajuste fácil e intuitivo; Escalado de velocidad variable; Mejor extrusión ClothNURBS) - Nuevo y preciso sombreador de dispersión subsuperficial (SSS). Sombreador de máscara de terreno. Mejoras en Brick Shader. MoGraph Muti-Shader mejorado. - Interfaz y flujo de trabajo mejorados. Visor de imágenes mejorado. Nuevo sistema de referencia externo para XRefs. - Nuevas funciones de importación/exportación (integración de After Effects; importación/exportación de FBX compatible con 2010, 2011 y 2012; OpenEXR multicanal; compatibilidad con formatos de sonido mejorados que incluyen AIF, MP3 y AAC; Collada 1.5; compatibilidad con BodyPaint 3D para Maya UV) |
| 2012 | - Lanzamiento de Cinema 4D R14 (4 de septiembre de 2012) - Herramientas para esculpir. - Dinámica mejorada (aerodinámica) - Deformaciones plásticas y Resortes rompibles. - Interfaz de usuario Xpresso mejorada. - Calibrador de cámara. Integre elementos 3D en fotografías. - Cámara Morph y cámara de movimiento. Mezcla entre diferentes cámaras. Crea un movimiento de cámara dinámico natural. - Nuevos sombreadores: sombreador de madera, sombreador de intemperismo, normalizador - Mejoras en la dispersión del subsuelo. - Muestreo de importancia múltiple IG - Mapas de radiosidad - NUKE exportar con renderizado de paso de posición - RefX mejoradas - Ajuste completamente revisado y nuevas guías/planos de trabajo |
| 2013 | - Lanzamiento de Cinema 4D R15 (1 de septiembre de 2013) - Nuevas IG y AO - Nueva herramienta de biselado - Soporte Intel Embree - Soporte integrado de renderizado en red (renderizado en equipo) - Soporte de interletraje - Herramientas de escultura mejoradas - Mejoras en el flujo de trabajo |
| 2014 | - Lanzamiento de Cinema 4D R16 (2 de septiembre de 2014) - Seguimiento de movimiento 3D - Nueva herramienta de modelado PolyPen - Reflexiones multicapa - Nuevo primitivo de rueda dentada - Servidor de renderizado en equipo - Nuevo pelador UV - Soporte actualizado para FBX y Alambique - Bevel Deformer funciona de forma no destructiva - Modo Solo agregado |
| 2015 | - Lanzamiento de Cinema 4D R17 - Tomar sistema - Herramientas Spline integradas - Esculpir para PoseMorph - Anulación de material - Sombreadores de variaciones y fórmulas - Integración del motor Houdini |
| 2016 | - Lanzamiento de Cinema 4D R18 - Fractura de Voronói - nuevas herramientas de cuchillo - Rastreador de objetos - Sombreadores y efectos de superficie. - Mejora de la ventana gráfica |
| 2017 | - Lanzamiento de Cinema 4D R19 (septiembre de 2017) - Integración de Radeon ProRender - OpenGL mejorado con profundidad de campo y reflejos - Se mejoró la fractura de objetos de Voronoi - Sistema de importación y exportación de archivos revisado - Objeto de nivel de detalle agregado - Reducción de polígonos revisada - Representación esférica 360 para realidad virtual |
| 2018 | - Cinema 4D R20 (septiembre de 2018) - Materiales basados en nodos - Campos MoGraph - Importación de datos CAD - Modelado de volumen - Mejoras en ProRender |
| 2019 | - Cinema 4D R21 (septiembre de 2019) - Sólo una versión de Cinema 4D (todas las funciones están en una versión, ya no hay ediciones separadas) - Nuevas soluciones de licencias - Objeto de fuerza de campo - Actualizaciones de tapas y biseles (nuevos controles para agregar funciones más complejas a tapas y biseles) - Plataforma de control Mixamo - Mejoras de volumen (capa de caché, volúmenes vectoriales) - Representación de volumen con ProRender - Eliminador de ruido (eliminador de ruido de imagen abierta Intel) - Aumento de la resolución de la interfaz de usuario para monitores 4k+ |
| 2020 | - Cinema 4d R23 (septiembre, 2020) - La serie Creation of Cinema 4d S (que ofrece actualizaciones más frecuentes a los suscriptores) - Revisión completa del editor UV - Mejora de la animación (biblioteca de poses, Delta Mush, solucionador de personajes, plataformas de dibujos y caras, mejora de claves, facilidad para copiar y pegar, marcadores) - Aspectos de Magic Bullet (Aspectos aplicados en tiempo real a la ventana gráfica y renderizado final como efecto posterior) - Actualización del generador Remesh |
| 2021 | - Cinema 4D R25 (septiembre de 2021) - Mejoras en la interfaz de usuario (iconos y esquemas actualizados) - Cápsula (Los activos de cápsula construidos en el núcleo Scene Nodes de Cinema 4D ofrecen potencia de procedimiento similar a un complemento) - Importación de spline (importe ilustraciones vectoriales de archivos Adobe Illustrator, PDF y SVG para usar en sus escenas 3D) - Administrador de escenas/Nodos de escena (vista previa) Utiliza recursos basados en nodos para construir geometría de procedimiento o escenas completas en una vista basada en jerarquía |
| 2022 | - Cinema 4D S26 (abril de 2022) - Cinema 4D 2023 (septiembre, 2022) - Integración de Redshift (vista previa de Viewport, Exchange, otras mejoras) - Simulación (escena de simulación, simulación de cuerda, simulación de tela) - Modelado (ZRemesher, más herramientas de modelado) - Administrador de tareas - Nodos de escena - Mejoras generales (animación, refinamiento de la interfaz de usuario, rendimiento, navegador de activos, SDK) |
| 2023 | - Cinema 4D 2024 (septiembre, 2023) - Cuerpos rígidos (Calcular simulaciones mediante CPU o GPU) - Pyro (Nuevo tipo de emisión - Puntos) - Edición normal de vértices (nuevo administrador de edición) - Modelado (nuevas opciones y mejoras) - Nodos (nuevos nodos y mejoras de velocidad) - Exchange (opciones mejoradas de importación/exportación) |

## Uso en la industria
Se han modelado y renderizado en Cinema 4D varias películas y trabajos relacionados, entre ellos:
- La chica con el tatuaje de dragon
- Beowulf
- Los grumetes de Bontekoe
- La brújula dorada
- Surfea arriba
- Nosotros somos los extraños
- El hombre araña 3
- Casa monstruosa
- Guerra de las palabras
- Crónicas de Narnia
- Serenidad
- Comienzo
- Condenar
- Parque Prehistórico
- Tarea
- van Helsing
- Bernd el pan
- Generación
- El expreso Polar
- TV Patrol (logotipo y accesorios en el noticiero)
- fiesta de salchichas

- Rey Arturo
- 17 de junio de 1953, Estado de Emergencia
- Temporada abierta
- Era un hombre tranquilo
- sustitutos
- Tron: Legado
- Proyecciones de la gira de Roger Waters: The Wall Live (algunas de ellas)
- Hombre de Hierro 3
- Borde del Pacífico
- Dick Figures: The Movie (secuencia de persecución en París y avión de Crookygrin, animación generada por computadora por Joel Moser)
- El trabajo loco
- Festival de la Canción de Eurovisión y Festival de la Canción de Eurovisión Junior (gráficos)
- Donde van a morir los muertos
- Furioso 7
- Insignificante / Una especie aparte
- Vengadores Juego Final
- Guardias de la Galaxia (Guardias de la Galaxia)
- Doctor Who, Silencio en la biblioteca
- Strictly Come Dancing (gráficos del título)

## Ejemplo de aplicación
Actualmente y desde hace unos años lo está usando PortAventura Park en una de sus atracciones llamada Sea Odyssey utilizando la última versión creada para proyectar en 4D.

En 2021, la serie de animación televisiva coreana Equipo de Seguridad galaxy Fue transmitido. Esta es la primera serie de animación televisiva conocida en el mundo basada en el software de producción.

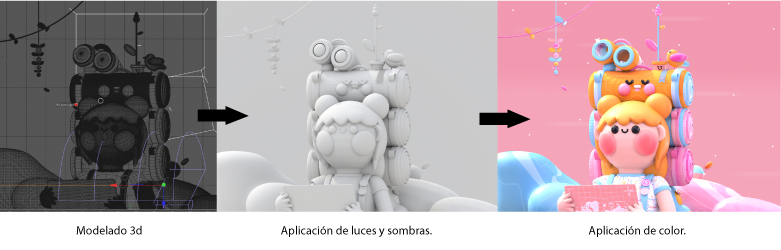
Utilizando cinema 4d como herramienta principal.

## Proceso de Creación
En esta imagen se puede ver los principales pasos para lograr un acabado 3D en Cinema 4D.
Se parte por la idea principal, luego el modelado, luces y sombras y por último el render final.